# Anthurium curvilaminum
Anthurium curvilaminum är en kallaväxtart som beskrevs av Thomas Bernard Croat. Anthurium curvilaminum ingår i släktet Anthurium och familjen kallaväxter. Inga underarter finns listade.